# Hololepidella commensalis
Hololepidella commensalis är en ringmaskart som beskrevs av Willey 1905. Hololepidella commensalis ingår i släktet Hololepidella och familjen Polynoidae. Inga underarter finns listade i Catalogue of Life.